# Habenaria malacophylla
Habenaria malacophylla är en orkidéart som beskrevs av Heinrich Gustav Reichenbach. Habenaria malacophylla ingår i släktet Habenaria och familjen orkidéer.

## Underarter
Arten delas in i följande underarter:
- H. m. malacophylla
- H. m. shabaensis